# 成在基
成在基（ソン・ジェギ、朝鮮語：성재기、1967年8月8日 - 2013年7月26日）は、韓国の男性活動家、自由主義者、人権運動家である。2006年反フェミニズム男性解放連帯を設立し、2008年1月韓国の男性主義と人権運動団体男性連帯を設立した。2013年7月26日、ソウル麻浦大橋から飛び降り、死亡した。字（あざな）臨聖（イムソン、임성）、号は審軒、心軒（シムホン、심헌）、青竹（チョンジュク、청죽）。
2006年12月に反フェミニズム男性解放連帯と2007年1月には、女性部廃止運動本部を創設し、2007年12月大韓民国の第17代大統領選挙の直後には、大統領職引継ぎ委員会を通じて、女性部の廃止運動を行った。2012年12月にも大統領職引継ぎ委員会を訪ね、女性部の廃止を要求した。彼は人にも弱者の立場に置かれることを主張し、軍経歴補償、男性の専業主婦認定を要求した。男たちにマッチョ性を強要しないよう求めた。2013年7月26日、彼は男性も人間であると叫んで、ソウル麻浦大橋でガードレールから身を投げた。

## 生涯

### 初期の活動
大韓民国大邱で生まれ、大邱大倫中学校、大倫高等学校と嶺南大学校商経大学経済学科を卒業している。1999年10月、韓国軍加算点廃止に抗議して、男性主義運動に参加し、軍経歴補償と男女逆差別撤廃を求めた。2000年～2006年創業、不動産会社であるトーマスマクフライコンサルティング＆ヘッドハンティングカンパニーを経営した。2002年、盧武鉉、李会昌大統領候補と2002年12月、盧武鉉大統領当選者これから、女性部の廃止を提案した。2006年11月28日反フェミニズム男性解放連帯を創業以来、反フェミニズムと男性運動を推進している。

### 男性主義運動
2007年1月4日、女性部廃止運動本部を設立している。2007年12月大韓民国の第17代大統領選挙で李明博候補が大統領に当選した後、大統領職引継ぎ委員会の女性部の廃止を強く促した。大統領職引継ぎ委員会で当時の女性部廃止運動を行った。2007年大統領選挙で李明博候補が大統領に当選した後、大統領職引継ぎ委員会のインターネット掲示板を通じて当時、 "女性部"廃止運動を行ったことがきっかけとなった 彼は"韓明淑初代女性部長官を筆頭に、歴代女性家族部長官大半が女性団体の出身である。女性家族部は、女性全体のためというより、いくつかの女性団体のフェミニストたちの席を占めて権力を振り回す省庁に転落した"とし、"男女ともに責任と義務に比例した権利と利益を付与異性的かつ合理的な関係を設定すること男性連帯の活動目標 "と主張した。 彼は韓国で複数の与党、野党政治家を支持し、男性連帯の活動に呼応するよう要請した。しかし、"男性連帯はゴシップにしかならない。"という趣旨の発言を聞いて、政治家に関する後援を切ってしまった。。初期には"糞踏んだ"という筆名を使いながら、後には、青い狼という筆に改名した。
2008年1月26日、男性市民団体男性連帯創設、男性連帯代表に選出。彼は様々な"男性差別"に関する法廷闘争、広告不買運動まで行う。映画『きみはペット』は男性を侮辱したとして、上映禁止仮処分訴訟を起こし、また一飲料会社が "私は暑いのに彼氏は車もないね"という広告コピーに抗議、最終的に広告を撤回させた2011年韓国男性の韓国軍満期転役者加算点復活運動を推進する。2011年3月3日男性連帯常任代表に任命なる。11月28日、性売買女性保護対策をほのめかし、"年末年始売春しないと現金41万ウォンを差し上げます"というタイトルの風刺メールを国民に発送した。

### 男性連帯活動
2012年1月、男性連帯などを中心にして、女性家族部の"家族"の名称について裁判所に名称使用禁止仮処分申請を提起した。2012年7月堤川女性図書館で男性立ち入り禁止に抗議するデモを主催した。2012年7月に"納税者である男性の権利を横領し、大韓民国憲法の平等権を侵害する行為です。"と様々な公共機関や各種機関の女性専用反対運動を行った。2012年ゲームシャットダウン制度反対運動に参加した。2012年児童・青少年の性保護に関する法律に反対、改正運動に参加した。
彼は"1988年以来、韓国政府は女性中心、女性偏向政策を推進する"とし抗議した。彼は放送と講演、ディスカッション、インターネットの議論などをしながら"すべての女性が一方的弱者がないのに、韓国の左派メディア、左派知識人たちは、女性が一方的弱者と宣伝・扇動する"とし抗議した。また、弱者や庶民がすぐに優しくて善良である証拠にはならないと抗議した。彼は女性が加害者になって男性を殺害や虐待したり、偽りの性的暴行で告発することもあると指摘した。
2013年7月26日、劣悪な韓国の男性人権運動を訴え、ソウル麻浦大橋から飛び降り、死亡した。彼は男性も人間であると叫んでガードレールから身を投げた。彼は韓国社会の女性優遇、女性配慮強要に抗議、「男も人だな（남자도 사람이다;ナムジャド サラムイダ）」と叫んで飛び降りた。遺体は3日ぶりに発見された。

## 国際結婚事業
2008年以来、彼は国際結婚事業を推進した。韓国の女性たちは、男性の数が女性よりも多いことを利用し、男性は女性を厳密にのと言って結婚、恋愛できない男たちを救済するために国際結婚事業を推進した。
"最初に国際結婚やこんなところが非常にいくつかの泡が深い。だから、そのような部分も、私たちが指摘をして出てきたんですよ。だからそれらにいくつかなんというか、我々が立てたようなアジェンダをそのまま受け入れていけば、自分たちの営業に打撃となる。我々は、まるで国際結婚市場をすべて奪うように。そのような危機感を少し思ったようだ。事実ではないのに。多分、より良い環境と良いイメージを作成することができますが。"
しかし、 "結婚仲介業をするために男性の人権を標榜する"などの非難が加えられたりした。2013年1月Ddanzzi日報とのインタビューで、彼は"最初にどのような国際的国際結婚会社や出会い系業者の告訴が横行しました。地下鉄の膜広告敷いたので、私は大変でした。本当におかしな話だが、ちょうど戦ってみることだて。"と回想した。 彼の国際結婚ビジネスが續の成功すると、事業に支障を受ける国際結婚会社と出会い業者たちとの非難との戦いで、最終的に2013年1月、国際結婚事業を中断することになる。彼は韓国の女性たちは、西欧と米国のフェミニズムに毒されて被害意識と敵意に満ちていると、貧しいの男性、農村部の男性も幸せに生きる権利があると指摘した。

## 映画上映禁止運動
2011年11月、映画『きみはペット』が"女性をご主人様に、男性が犬として 出て主人とペットの関係を描写する、男性を犬と同一視している男性の人格を冒涜した"とソウル中央地方法院に上映禁止仮処分を申請した。当時、裁判所はこれを棄却した。

## 堤川女性図書館廃止運動
2012年7月には堤川の女性図書館が男性を差別する機関とし、デモを行った。また、10月には、女性の生理休暇はの男性差別を助長すると主張した。

## その他
彼は2013年3月に"世界女性の日"を前にアジア経済とのインタビューで、"我々が欲しいのはの男性優越主義に戻ろうというのではなく私たちのように平等ということだ。女性たちも、家族扶養の義務と責任を強要されるの男性の苦労も少しは察してやる必要がある"と声を高めたりもした。

## 関連リンク
- “‘야동 100만 인증샷’ 대선 후보들에게 보낼 것” 한겨레신문 2012.10.30 （朝鮮語）
- 성재기 "화이트데이에 명품백 받겠다는 X녀들" 독설 머니투데이 2013.03.14 （朝鮮語）
- 아청법 논란, 성재기 대표 "나도 야동 본다" 아시아뉴스통신 2012.12.14 （朝鮮語）
- 성재기 남성연대 대표 “제한적 공창제가 무분별한 성매매 방지에 효과적” 일간전북 2011.12.16 （朝鮮語）
- “남성연대 여성비하가 아닌 아름다운 정의 실현” 일요주간 2011.12.19 （朝鮮語）
- 성매매 안 하겠다고 약속하면 41만원 번다? （朝鮮語）

### 参考資料
- 성재기 실종과 남성인권 운동의 한계 에브리뉴스 2013.07.29 （朝鮮語）
- 남자들이 외친다… 세상은 왜, 여성 편만 드는가 조선일보 2012.10.31 （朝鮮語）
- “남성 권리도 중요하다” （朝鮮語）
- "여자 보호할 이유 있나요?" 아시아경제 2013.03.12 （朝鮮語）
- 男權을 대변한다며 몸던진 비극 동아일보 2013.07.29 （朝鮮語）
- 성재기 사건은 남성해방운동의 현 주소 노컷뉴스 2013.07.31 （朝鮮語）